# Африканска теменужка
Африканската теменужка (Saintpaulia), понякога наричана сенполия или сентполия, е род тревисти растения от семейство Силиврякови (Gesneriaceae). В действителност единствената прилика между двете растения е в името, тъй като теменугата спада към семейство Теменугови и има съвършено различни характеристики. Сенполията е открита за пръв път през 1892 г. от германския барон Валтер фон Сент-Пол (1860 – 1910) в планините на Танзания и получава неговото име. Днес са познати стотици нейни хибриди с различна форма и цветове. Тя е стайно цвете, което цъфти целогодишно – най-често по 2 – 3 последователни месеца, следвани от 20 – 30 дни покой. Цъфтежът е по-обилен, когато растението е в по-малка саксия и изглежда сякаш е на тясно – оптималният размер на саксиите за повечето разновидности е 15 cm. Нуждае се от добра осветеност, но не бива да бъде излагано на пряка слънчева светлина. Най-подходящият вариант е полусенчесто място с температура между 15 и 25 °С. Цветовете могат да бъдат бели, розови, пурпурни, сини, виолетови. Листата са мъхести. Желателно е да се отстраняват често по-голямата част от тях, за да се улесни цъфтежа. Също така не бива да бъдат пръскани с вода, тъй като тогава се покриват с кафеникави петна и загниват.
Африканската теменужка се размножава със семена през пролетта или с листни резници потопени във вода или поставени в почва, които обикновено се вкореняват бавно.

## Описание
Листенцата на африканска теменужка са нежни и крехки, обвити във фин мъх, вариращи от обикновени сърцевидни до назъбено-кичести покрая.
Африканската теменужка, или както е по-известна в България – сенполия, е най-често срещаното стайно отглеждано цвете в българския дом. Това крехко растение дължи популярността си на малкия си размер и почти целогодишният цъфтеж, с които радва нашите очи. Цветчетата на африканската теменужка са изящни и варират във всевъзможни форми и цветове – от бяло до розово, синьо, пурпурно и виолетово.
В домашни условия оптималната температура за отглеждане на сенполиите е около 20 – 22 градуса. Желателно е да поливаме с по-мека вода със стайна температура, като поддържаме умерена влага в саксиите със сенполии. Растенията обичат полусенчестите места, не е желателно да бъдат огрявани пряко от слънцето. Най-често се отглеждат на северозападните первази на прозорците в нашите домове.
Внимание: Не бива да опръскваме листата на растенията, защото водата попаднала там довежда до образуване на неприятни кафяви петна от загниване.

## Размножаване
При размножаване на африканска теменужка най-често се използват за ‘резници’ самите листа на растението, които се вкореняват много лесно в съд с вода, дори и без вкоренител. Желателно е температурата в помещението през този период да не пада под 20 градуса. Коренчетата изникват след 3 – 4 седмици. Понякога се изчаква до поява на ново малко растение и тогава се засажда.
Когато засаждаме сенполията, трябва да внимаваме в избора на почва, като се избягват глинести и кисели почви, които ще доведат до загниване на крехките коренчета. Желателно е да изберем и подготвим торфена смеска с по-рехава структура. Торфен субстрат се продава във всеки цветарски магазин, с него няма да има проблем при размножаването на теменужките (още едно име използвано в България). Добра идея е да се прави подмяна на почвата в саксията на 1 – 2 години, както и да се обеззаразява предварително.